# Canção de gesta
As canções de gesta (em francês chansons de geste), são um conjunto de poemas épicos surgidos no raiar da literatura francesa, entre os séculos XI e XII.
Essas canções exerceram grande influência na literatura medieval, tanto em sua região de origem como por toda a Europa, e, mesmo com o fim de Idade Média, sua influência continuou a sentir-se na literatura e até no folclore.

## Características

### Forma poética
Uma canção de gesta é um longo poema épico narrativo medieval que celebra os feitos de heróis do passado. O principal manuscrito d'A Canção de Rolando, a mais antiga canção de gesta preservada, tem um total de 4002 versos, mas algumas canções podiam chegar a dezenas de milhares de versos. Em geral as mais antigas possuem versos de dez sílabas com uma pausa (uma cesura) depois da quarta ou quinta sílaba. Inicialmente as canções não utilizavam a rima, e sim a assonância, ou seja, a repetição do som das vogais nos versos de uma estrofe. Os versos estão organizados em estrofes de tamanho variável chamadas laisses em francês. Mais tarde, várias canções passaram a utilizar a rima e versos dodecassílabos (versos alexandrinos). A língua das canções foi o francês antigo, mas muitas foram traduzidas a outras línguas ainda durante a Idade Média.

### Origens
Como indica o nome, as canções de gesta foram pensadas para serem cantadas com acompanhamento musical. A audiência era composta por pessoas de variados estamentos sociais, em geral analfabetas, nas vilas, cidades e na cortes dos nobres da época. As canções eram recitadas por cantores profissionais - jográis e menestréis - e enquanto alguns deles limitavam-se a repetir as composições tradicionais, outros criavam novas canções ou adicionavam novos episódios às canções conhecidas, adaptando-as às diferentes audiências e garantindo o interesse em suas recitações.
Não se sabe exatamente como surgiram as canções de gesta. A mais antiga conhecida, o manuscrito de Oxford d'A Canção de Rolando, data de cerca de 1100, mas apresenta um tal refinamento e complexidade em sua composição que é provável que já bem antes desta data houvesse uma tradição de canções do mesmo tipo.

### Temática
Os temas de quase todas as canções estão ligadas à época da dinastia carolíngia (séculos VIII e IX), especialmente ao rei franco Carlos Magno e seus paladinos e nobres, e suas lutas contra os pagãos e contra os muçulmanos. Assim, a maioria das canções fazem parte da chamada Matéria de França da literatura medieval.
Durante a Idade Média, Carlos Magno e, em menor medida, governantes carolíngios como Luís, o Piedoso e Carlos Martel, foram vistos como campeões da Cristandade, que lutaram e impediram que a Europa inteira fosse conquistada pelos mouros e sarracenos. Nos séculos XI e XII, a época em que surgem as canções de gesta, a lembrança de Carlos Magno ainda era muito viva, e a Europa sentia-se cercada pela ameaça muçulmana, que dominava a Península Ibérica a Ocidente e a Terra Santa a Oriente. Assim, no contexto das Cruzadas e da Reconquista, é natural que as canções de gesta tratassem majoritariamente do tema da guerra santa contra os muçulmanos.
Muitos dos heróis das canções são personagens históricos que guerrearam contra mouros e sarracenos, como Carlos Magno, os nobres francos Rolando e Guilherme de Orange, o conquistador de Jerusalém Godofredo de Bulhão e, na Península Ibérica, o Cid Campeador. Junto a esses personagens verídicos há vários personagens puramente fictícios, alguns monstruosos, como o gigante Ferrabrás, e outros com poderes mágicos como o mago Maugis e o cavalo Baiarte. Da mesma forma, enquanto que muitos dos episódios das canções estão baseados em eventos históricos, como a Batalha de Roncesvales (788) ou o Cerco de Jerusalém (1099), a maioria está baseada em lendas ou na imaginação do autor. Também é frequente que uma batalha seja resolvida por intervenção divina, o que é uma forma pela qual o autor mostra que a razão estava do lado dos cristãos.

## Ciclos
Dependendo da temática, as 80 canções de gesta francesas conhecidas podem ser agrupadas em grupos ou ciclos. Já em 1215, um escritor de canções, Bertrand de Bar-sur-Aube, classificou-as de acordo à temática em três grupos; o Ciclo do rei (dedicado a Carlos Magno e seus paladinos), o Ciclo de Doon de Mayence (que coincide em grande parte com o que atualmente é chamado o Ciclo dos barões rebeldes) e o Ciclo de Garin de Monglane (relacionado a personagens relacionados ao conde Guilherme de Orange). Atualmente reconhecem-se alguns outros ciclos, mas a classificação de Bertrand continua sendo usada. Os mais importantes ciclos são:

### Ciclo do rei
Agrupa os vários poemas em que os personagens principais são o rei franco, Carlos Magno e seus paladinos. Em algumas os sucessores imediatos de Carlos também são personagens. O tema mais importante é a luta de Carlos e seus guerreiros, como Rolando e Oliveiros, contra os muçulmanos. Exemplos importantes:
- A Canção de Rolando (La Chanson de Roland, c. 1100): é a canção de gesta mais antiga conhecida, e também a mais célebre; o manuscrito mais antigo data de c. 1100. A canção trata da emboscada em que morrem Rolando, Oliveiros, o arcebispo Turpim e outros paladinos na Batalha de Roncesvales, traídos pelo cavaleiro franco Ganelão. Na segunda parte do poema Carlos Magno vinga seus paladinos.
- A Peregrinação de Carlos Magno (Pèlerinage de Charlemagne, c. 1140): trata de uma peregrinação fictícia de Carlos Magno e seus paladinos a Jerusalém - onde conseguem várias relíquias - e Constantinopla.
- Ferrabrás (Fierabras, c. 1170): trata da luta entre o rei Carlos e seus paladinos contra o rei muçulmano Balão e seu filho gigantesco, Ferrabrás. No final, Oliveiros vence Fierabrás e este converte-se ao Cristianismo junto a sua irmã, Floripes, que também é um dos personagens principais.
- Aspremont (c. 1190): a Europa é invadida pelo rei sarraceno Agolant e seu filho Helmont. No sul da Itália, Carlos Magno e seus paladinos lutam e vencem os invasores. Na batalha mais decisiva, o jovem Rolando vence Helmont e recebe de Carlos Magno a espada Durindana e o cavalo Vigilante.
- Chanson de Saisnes (Canção dos Saxões, c. 1200): primeira canção com autor conhecido, o escritor Jean Bodel. Trata das campanhas militares de Carlos Magno contra os saxões, que realmente ocorreram no século VIII.

### Ciclo de Guilherme d'Orange
Este ciclo de vinte e quatro canções desenvolve-se ao redor de Guilherme de Orange, conde de Tolosa em tempos carolíngios, que lutou contra os muçulmanos e terminou seus dias numa abadia como santo. O ciclo também é chamado Ciclo de Garin de Monglane, nome de um ancestral lendário de Guilherme.
- Canção de Guilherme (Chanson de Guillaume, c. 1140): é uma das poucas canções de gesta de antes de 1150. A história é relacionada à luta contra os sarracenos no sul da França; na primeira parte são heróis Guillherme e seu sobrinho, Vivien, enquanto na segunda, com Vivien morto, Guilherme é ajudado por Ranouard.
- A Coroação de Luís (Couronnement de Louis, 1150-1170): a canção, como indica o título, desenvolve-se ao redor da coroação de Luís, o Piedoso, filho de Carlos Magno. Ao morrer o rei, o príncipe Luís tem apenas 15 anos e vai à corte de Gulherme de Orange. Juntos vão em peregrinação a Roma, que encontram cercada por sarracenos. Na batalha que se segue, Guilherme consegue livrar a cidade dos invasores.
- Le Charroi de Nîmes (Comboio de Nimes, 1150-1170): Luís, o Piedoso encarrega Guilherme de tomar a cidade de Nimes dos sarracenos. Guilherme se disfarça de mercador e esconde suas tropas num comboio de carroças; assim consegue entrar na cidade e tomá-la.
- Le Prise de Orange (A Tomada de Orange, 1150-1170): Guilherme decide tomar a cidade de Orange, governada por Orable, uma bela rainha sarracena. O nobre franco consegue tomá-la e seduzir a rainha, que é batizada - com o nome de Guibourc - e casa-se com Guilherme.
- Aliscans (fins século XIII):
- Girart de Vienne (Geraldo de Vienne, c. 1180): de Bertrand de Bar-sur-Aube.
- Enfances Guillaume (Juventude de Guilherme, século XIII)

### Ciclo dos Barões Rebeldes
Neste grupo estão agrupadas várias canções que retratam nobres em conflito com outros nobres ou Carlos Magno. Acredita-se que estes poemas, datados de fins do século XII e século XIII, refletem a perda de poder dos barões frente a um poder real cada vez mais forte e centralizado. Apesar disso, os heróis rebeldes deste ciclo não questionam o princípio de autoridade feudal nem tentam depor os reis com os quais estão em conflito. O ciclo também é chamado Ciclo de Don de Mogúncia, por Don de Mogúncia (Doon de Mayence) ser o ancestral fictício de vários heróis rebeldes como Reinaldo de Montalvão e o mago Maugis.
- Quatro filhos de Amão (Quatre fils Aymon, fins do século XII): trata do conflito entre os quatro filhos do duque Amão (Aymon) e Carlos Magno, retratado como um rei vingativo e traiçoeiro. Os quatro irmãos são ajudados pelo seu primo, o mago Maugis, e seu cavalo mágico Baiarte. O principal herói do poema é Reinaldo de Montalvão.
- O Cavaleiro Ogier (Chevalerie Ogier, início do século XIII): o personagem do título é Ogier o Dinamarquês (Ogier le Danois), criado na corte de Carlos Magno. O filho bastardo de Ogier é morto por um dos filhos do rei, Carlos o jovem. Como o crime não é punido pelo rei, Ogier rebela-se e aguenta um cerco em seu castelo durante sete anos, até ser capturado. Uma invasão sarracena faz com que sua ajuda seja necessária, e Ogier salva a França. Casa-se então com uma princesa inglesa e recebe feudos de Carlos Magno.
- Raoul de Cambrai (fins do século XII): Raul de Cambrai disputa o feudo de Vermandois com Herberto I de Vermandois. Como o rei carolíngio Luís de Ultramar apóia Herberto, Raul guerreia com os dois.
- Girart de Roussillon (c. 1170)

### Ciclo das Cruzadas
Conjunto de canções de gesta sobre a Primeira e a Terceira Cruzadas, composto por cerca de trinta poemas. Em várias o herói é Godofredo de Bulhão, conquistador de Jerusalém em 1099.
- Canção de Antioquia (Chanson d'Antioche, fins século XII): como indica o nome, trata da viagem dos guerreiros da Primeira Cruzada à Terra Santa e do Cerco de Antioquia (1098), em que foi tomada a cidade.
- Canção de Jerusalém (Chanson de Jèrusalem, século XIII): trata da chegada dos cruzados da Primeira Cruzada à Terra Santa e do cerco de Jerusalém, além da posterior batalha de Ascalão (travada a 12 de Agosto de 1099).
- Chétifs (Cativos, século XIII)

## Canções de gesta em castelhano
O termo "canção de gesta" (em espanhol, Cantar de gesta) também é usado em referência à poesia épica escrita em castelhano antigo durante a Idade Média. Apenas três poemas, dois dos quais de maneira fragmentária, estão preservados atualmente:
- Poema de Mio Cid: é a única canção de gesta castelhana que ese encontra quase integralmente preservada e é a mais antiga, datando de fins do século XII. O poema narra as aventuras e conquistas de Rodrigo Díaz de Vivar, chamado Mio Cid ou Cid Campeador, um dos principais heróis da Reconquista da Península Ibérica.
- Mocedades de Rodrigo: conhecida através de um manuscrito tardio datado de cerca de 1360. Narra as aventuras de juventude do Cid. O único manuscrito preservado possui 1164 versos e uma parte em prosa.
- Canção de Roncesvales: apenas dois folios contendo 100 versos existem atualmente desta canção, datada do século XIII. O fragmento preservado está relacionado a um episódio imediatamente posterior à Batalha de Roncesvales e mostra Carlos Magno lamentando-se pela perda dos seus paladinos, especialmente Rolando.

Há textos em prosa e outros textos medievais que sugerem a existência de outras canções de gesta castelhanas hoje perdidas. Um exemplo é a hipotética Canção dos sete infantes de Lara, conhecida graças a versões em prosa, e a Canção de Fernán González, cujo argumento é conhecido graças ao Poema de Fernán González, do século XV.
A épica medieval castelhana - representada especialmente pelo Poema de Mio Cid - diferencia-se da francesa em alguns aspectos. O mais chamativo é o realismo do argumento; as descrições geográficas são bastante precisas e de maneira geral não há explicações mágicas (intervenções divinas, milagres) na história.